# Xiao Xian

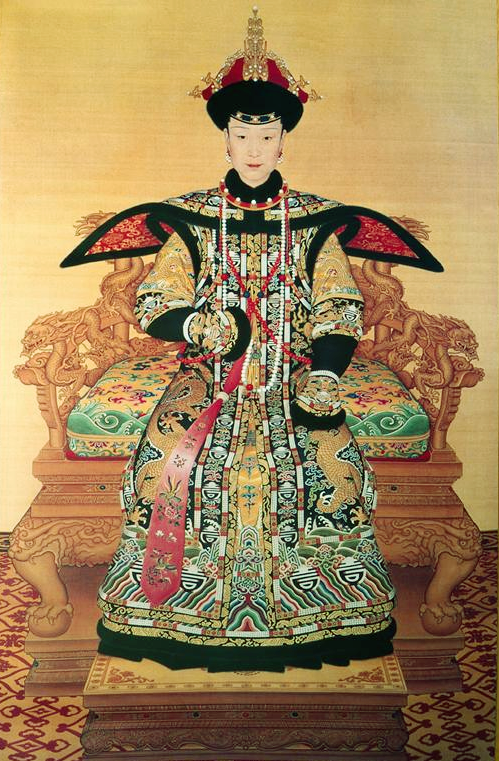
Xiao Xian

Kejsarinnan Xiao Xian, även känd som kejsarinnan Xiao Xian Chun, född som Fuca 1712, död 1748, var en kinesisk kejsarinna, gift med kejsar Qianlong. Hon var Kinas kejsarinna 1738-48. 

## Biografi

### Tidigt liv
Xiao Xian föddes som dotter till adelsmannen Li Rongbao och syster till Fu Heng av Manchuklanen Fuca. Hon gavs som fru till Qianlong år 1727, och födde 1728 hans första dotter, och 1730 hans andra son. 

### Kejsarinna
1735 blev Qianlong kejsare, och 1738 utsågs Xiao Xian till hans första kejsarinna. 
Xiao Xian beskrivs som en mycket snäll person, som visade omtanke mot alla vid hovet; inte bara mot kejsaren, utan också mot de andra hustrurna och konkubinerna, mot eunuckerna och tjänsteflickorna. Hon ska ha burit blommor i sitt hår istället för smycken därför att hon inte tyckte om att spendera pengar på sig själv. Xiao Xian ansågs spela sin roll som kejsarinna väl och presiderade plikttroget vid alla de konfucianska ritualer som hon förväntades delta i. Hon återupptog år 1742 Den Stora Silkesceremonin, en ritual där kejsarinnan skulle leda hovdamerna i ett firande av sidenvävnadskonsten, och hon blev den första kejsarinnan i manchudynastin som ledde denna ritual. Hon försökte också återuppliva många manchuriska seder som hade upphört sedan manchuerna tog makten i Kina. Hon skötte sina plikter i samarbete med Huixian (gemål).
Hon följde ofta med Qianlong på hans resor, och dog under en av dessa. Hon efterträddes av Ulanara, Kejsarinna av Kina.